# 薇薇安娜·索夫罗尼茨基

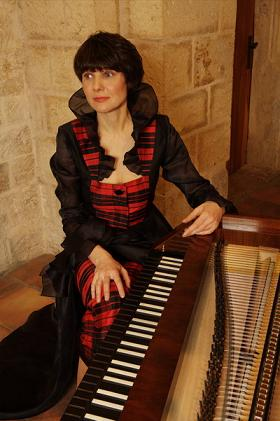

薇薇安娜·索夫罗尼茨基（Viviana Sofronitsky），俄羅斯籍加拿大钢琴家，出生于莫斯科著名钢琴家弗拉基米尔·索夫罗尼茨基的家庭中。

## 生平和职业
最初在中央音乐学校学习音乐，而后获得莫斯科音乐学院博士学位。在前苏联时期，她与当时的两个由阿列克谢·鲁比莫夫（Alexei Lubimov）指导的古乐合奏团“牧歌（Madrigal）”和“室内乐音乐学院（The Chamber Music Academy）”合作，同时作为独奏艺术家在莫斯科、列宁格勒、基辅、明斯克和斯维尔德洛夫斯克等地进行巡迴演出。
1989年，薇薇安娜移居美国，并在俄亥俄州的欧柏林学院（Oberlin College Conservatory of Music）工作。1990年移居加拿大，在多伦多与塔菲尔巴洛克管弦乐队（Tafelmusik Baroque Orchestra）的多名成员合作，积极开展个人演出和专辑录制。同时，她也是多伦多学院音乐会系列（Academy Concert Series, Toronto）的创始人和首位艺术指导。她于1994年成为加拿大公民。
1999年，薇薇安娜获得荷兰海牙皇家音乐学院（Royal Conservatory of The Hague）的大键琴和古钢琴古典乐演奏学位以及古乐教学学位。
2001年起，薇薇安娜居住于捷克共和国，并与古钢琴制造家保罗·麦克诺提结婚。保罗·麦克诺提以其珍贵的古乐乐器进行表演和专辑录制，包括从卡爾·飛利浦·愛馬努埃爾·巴哈到李斯特的各类剧目。2010年，索夫罗尼茨基做为古钢琴演奏家，是全球首个用历史键盘乐器与乐队录制莫扎特所有作品（PMC / ETCetera厂牌）的人。 值得一提的是所有乐器均为历史乐器，非现代乐器。 2017年，她率先用世界首架肖邦华沙钢琴复制版——布克霍尔茨（Buchholtz）举办音乐会。
薇薇安娜是众多国际音乐节的永久成员，包括：“乌得勒支旧音乐节（Utrecht Oude Muziek Festival）”和音乐网（uziek Netwerk）（荷兰）、“莱比锡巴赫节（Leipzig Bach Festival）”（德国）、伊尔塞“声音和空间音乐节（Klang& Raum Music Festival）”（德国）、“法兰德斯国际音乐节（Festival van Vlaanderen）”（比利时）、“布鲁日古乐音乐节（Brugge Early Music festival）”（比利时）、“柏林古代音乐节（Berliner Tage für Alte Music）”（德国）、“布拉迪斯拉法锤子钢琴节（Bratislava Hammerklavier Festival）”（斯洛伐克）、“国际肖邦节（Chopin Festival）”（波兰）、“奥斯纳布吕克古代音乐节（Tage Alter Musik Osnabruck）”（德国）、“小型午间音乐会（Midis-Minimes）”（比利时）、“奥斯陆室内乐音乐节（Oslo Chamber Music Festival）”（挪威）、“文德斯尔音乐节（Vendsyssel Festival）”（丹麦）、勒图凯“钢琴音乐节（Piano Folia Festival）”（法国）以及南特“春季艺术节（Printemps des Arts）”（法国）。

## 专辑
- 《莫扎特-11精选CD》，全球首张钢琴与管弦乐队原乐器演奏作品集；古钢琴：薇薇安娜·索夫罗尼茨，管弦乐队：波兰华沙古乐团（Musicae Antiquae Collegium Varsoviense）；波兰音乐出版社（Pro Musica Camerata）出版, Walter (Paul McNulty)
- 《孟德尔颂-大提琴与古钢琴作品集》；古钢琴：薇薇安娜·索夫罗尼茨基，大提琴：谢尔盖·伊斯托明，比利时 Passacaille Musica Vera 音乐出版社出版
- 《弗兰西克扎克·雷塞尔（Francizsek Lessel）钢琴和管弦乐队作品集》；古钢琴：薇薇安娜·索夫罗尼茨基，管弦乐队：波兰华沙古乐团；波兰音乐出版社Pro Musica Camerata出版
- 《贝多芬、胡梅儿、诺伊林-古钢琴与曼陀林作品集》；古钢琴：薇薇安娜·索夫罗尼茨基，曼陀林：理查德·沃尔滋（Richard Walz）；荷兰环球（Globe）出版社出版
- 《路德维希·凡·贝多芬-黑管、大提琴与古钢琴三重奏 第11号和第38号作品 薇薇安娜·索夫罗尼茨基与Die Gassenhauer乐团》；古钢琴：薇薇安娜·索夫罗尼茨基，黑管：苏珊娜·埃哈德（Susanne Ehrhard），大提琴：帕维尔·塞尔维亚（Pavel Serbin）；法国Suoni e colori公司出版
- 《弗雷德里克·肖邦-大提琴与钢琴作品集》；古钢琴：薇薇安娜·索夫罗尼茨基，大提琴：谢尔盖·伊斯托明，比利时Passacaille Musica Vera音乐出版社出版. Pleyel, Conrad Graf (Paul McNulty).